# El Olivar (ort i Honduras)
El Olivar är en ort i Honduras.   Den ligger i departementet Departamento de Cortés, i den västra delen av landet, 130 km nordväst om huvudstaden Tegucigalpa. El Olivar ligger 244 meter över havet och antalet invånare är 1 279.
Terrängen runt El Olivar är kuperad österut, men västerut är den platt. Runt El Olivar är det ganska glesbefolkat, med 27 invånare per kvadratkilometer. Närmaste större samhälle är Santa Cruz de Yojoa, 11,2 km söder om El Olivar. 